# Cody Carnes
Cody Jay Carnes es un cantante cristiano, compositor y pastor de adoración estadounidense.
Carnes lanzó su carrera musical en solitario en 2017 después de firmar con Capitol Christian Music Group, con el lanzamiento de su álbum de estudio debut aclamado por la crítica, The Darker the Night / The Brighter the Morning. Su segundo álbum de estudio, Run to the Father, fue lanzado en 2020. Run to the Father fue nominado a un premio Grammy al Mejor Álbum de Música Cristiana Contemporánea en la 63ª Entrega Anual de los Premios Grammy. Carnes también apareció junto a Kari Jobe y Elevation Worship en el exitoso sencillo "The Blessing", que ganó el Premio GMA Dove a la Canción Grabada del Año de Worship en la 51. la 63ª Entrega Anual de los Premios Grammy.

## Carrera
A principios de la década de 2010, Cody Carnes comenzó a hacer música como parte de Gateway Worship, mientras servía como pastor de adoración en Gateway Church, en Dallas, Texas. En 2014, Carnes lanzó el EP, All He Says I Am.
El 24 de febrero de 2017, Capitol Christian Music Group anunció que Cody Carnes había firmado con el sello, mientras lanzaba su primer sencillo llamado "The Cross Has the Final Word", en el período previo a su álbum debut, cuyo lanzamiento está previsto para 2017. "The Cross Has the Final Word" debutó en el puesto 45 en la lista Hot Christian Songs de EE. UU.
El 7 de abril de 2017, Carnes lanzó "Hold It All" como el segundo sencillo de su álbum debut. Cody Carnes lanzó "Til the End of Time" con Kari Jobe como el tercer sencillo de su álbum debut el 16 de junio de 2017. "Til the End of Time" debutó en el puesto 50 en la lista Hot Christian Songs de EE. UU. El 14 de julio de 2017, Carnes lanzó "What Freedom Feels Like" como el cuarto sencillo de su álbum debut, se reveló que se titulará The Darker the Night / The Brighter the Morning, y su lanzamiento está programado para el 15 de septiembre de 2017.. "What Freedom Feels Like" alcanzó el puesto 44 en la lista Hot Christian Songs de EE. UU. The Darker the Night / The Brighter the Morning fue lanzado el 15 de septiembre de 2017. El álbum debutó en el puesto 17 en la lista de Top Christian Albums de EE. UU. El 14 de septiembre de 2018, Kari Jobe y Cody Carnes lanzaron "Cover the Earth" como sencillo independiente. La canción alcanzó el puesto 29 en la lista Hot Christian Songs de EE. UU.
El 4 de enero de 2019, Cody Carnes lanzó "Nothing Else" como sencillo. "Nothing Else" alcanzó el puesto 31 en la lista Hot Christian Songs de EE. UU. Carnes lanzó su segundo sencillo del año, "Heaven Fall", el 8 de marzo de 2019. El 26 de julio de 2019, Carnes lanzó "Run to the Father" como sencillo. "Run to the Father" alcanzó el puesto 23 en la lista Hot Christian Songs de EE. UU. Carnes lanzó "Christ Be Magnified" como sencillo el 1 de enero de 2020. "Christ Be Magnified" debutó en el puesto 45 en la lista Hot Christian Songs de EE. UU. Carnes lanzó su segundo álbum de estudio, Run to the Father el 13 de marzo de 2020. Run to the Father debutó en el número 12 en la lista de Top Christian Albums. El álbum fue nominado para el Premio Grammy al Mejor Álbum de Música Cristiana Contemporánea en la 63ª Entrega Anual de los Premios Grammy.
El 20 de marzo de 2020, Cody Carnes junto con Kari Jobe y Elevation Worship lanzaron "The Blessing" como sencillo. La canción alcanzó el puesto número 2 en la lista Hot Christian Songs, y el puesto número 15 en la lista Bubbling Under Hot 100. "The Blessing" ganó el premio GMA Dove a la canción grabada de adoración del año en los GMA Dove Awards 2020. La canción también fue nominada a Mejor Interpretación/Canción de Música Cristiana Contemporánea en la 63ª Entrega Anual de los Premios Grammy, y el Premio Billboard de la Música a la Mejor Canción Cristiana en los Billboard Music Awards 2021.
El 28 de mayo de 2021, Cody Carnes y Brandon Lake lanzaron "Too Good to Not Believe" como sencillo. El 20 de agosto de 2021, El 20 de agosto de 2021, Carnes junto con Hillsong Worship y Reuben Morgan lanzaron "Hope of the Ages" como sencillo.
"Hope of the Ages" debutó en el puesto 49 en la lista Hot Christian Songs de EE. UU. El 10 de diciembre de 2021, Cody Carnes lanzó "Firm Foundation (He Won't)" como sencillo.

## Vida personal
Cody Carnes está casado con Kari Jobe el 21 de noviembre de 2014. Actualmente tienen dos hijos.

## Discografía

### Álbumes de estudio
| Título                                                                                  | Detalles de álbum | Posiciones de gráfico |
| Título                                                                                  | Detalles de álbum | US Christ.            |
| --------------------------------------------------------------------------------------- | --- | --------------------- |
| The Darker the Night / The Brighter the Morning                                         | - Álbum debut - Lanzamiento: 15 de septiembre de 2017 - Sello discográfico: Sparrow Records - Formato: Descarga digital, streaming | 17                    |
| Run to the Father                                                                       | - Lanzamiento: 13 de marzo de 2020 - Sello discográfico: Sparrow Records - Formato: Descarga digital, streaming                    | 12                    |
| "—" denota una grabación que no entró en las listas o no fue lanzado en ese territorio. | |                       |

### EPs
| Título           | Detalles de álbum                                                                                               |
| ---------------- | --- |
| The Lighter Side | - Lanzamiento: 22 de diciembre de 2009 - Sello discográfico: Independent - Formato: Descarga digital, streaming |
| All He Says I Am | - Lanzamiento: 14 de enero de 2014 - Sello discográfico: Gateway Create - Formato: Descarga digital, streaming  |

### Sencillos

#### Como artista principal
| Título                                                                                  | Año  | Posiciones de gráfico | Posiciones de gráfico | Posiciones de gráfico | Posiciones de gráfico | Certificaciones | Álbum                                           |
| Título                                                                                  | Año  | US Bubb               | US Christ.            | Christ Air            | Christ Digital        | Certificaciones | Álbum                                           |
| --------------------------------------------------------------------------------------- | ---- | --------------------- | --------------------- | --------------------- | --------------------- | --------------- | ----------------------------------------------- |
| "All He Says I Am" (con Kari Jobe)                                                      | 2011 | —                     | —                     | —                     | 37                    |                 | non-album single                                |
| "Walls"                                                                                 | 2012 | —                     | —                     | —                     | —                     |                 | non-album single                                |
| "The Cross Has the Final Word"                                                          | 2017 | —                     | 45                    | —                     | —                     |                 | The Darker the Night / The Brighter the Morning |
| "Hold It All"                                                                           | 2017 | —                     | —                     | —                     | —                     |                 | The Darker the Night / The Brighter the Morning |
| "Til the End of Time" (con Kari Jobe)                                                   | 2017 | —                     | 50                    | —                     | —                     |                 | The Darker the Night / The Brighter the Morning |
| "What Freedom Feels Like"                                                               | 2017 | —                     | 44                    | 32                    | —                     |                 | The Darker the Night / The Brighter the Morning |
| "Cover The Earth" (con Kari Jobe)                                                       | 2018 | —                     | 29                    | 31                    | 11                    |                 | non-album single                                |
| "Nothing Else"                                                                          | 2019 | —                     | 31                    | —                     | 13                    |                 | Run to the Father                               |
| "Heaven Fall"                                                                           | 2019 | —                     | —                     | —                     | —                     |                 | Run to the Father                               |
| "Run to the Father"                                                                     | 2019 | —                     | 23                    | 25                    | 14                    |                 | Run to the Father                               |
| "Christ Be Magnified"                                                                   | 2020 | —                     | 45                    | —                     | —                     |                 | Run to the Father                               |
| "The Blessing" (con Kari Jobe y Elevation Worship)                                      | 2020 | 15                    | 2                     | 7                     | 1                     | - RIAA: Oro     | Graves Into Gardens                             |
| "Too Good To Not Believe" (con Brandon Lake)                                            | 2021 | —                     | 45                    | 40                    | —                     |                 | TBA                                             |
| "Hope Of The Ages" (con Hillsong Worship y Reuben Morgan)                               | 2021 | —                     | 49                    | —                     | —                     |                 | These Same Skies                                |
| "Firm Foundation (He Won't)"                                                            | 2021 | —                     | —                     | 50                    | —                     |                 | TBA                                             |
| "—" denota una grabación que no entró en las listas o no fue lanzado en ese territorio. |      |                       |                       |                       |                       |                 |                                                 |

#### Como artista colaborativo
| Título                                                                              | Año  | Posiciones de gráfico | Posiciones de gráfico | Álbum            |
| Título                                                                              | Año  | US Christ.            | Christ. Digital       | Álbum            |
| ----------------------------------------------------------------------------------- | ---- | --------------------- | --------------------- | ---------------- |
| "Eyes Wide Shut" (Nitro and Lightning con Cody Carnes)                              | 2011 | —                     | —                     | Redial (single)  |
| "With You" (The Lighter Side con Cody Carnes y Dara Maclean)                        | 2012 | —                     | —                     | With You (EP)    |
| "Firm Foundation (He Won't)" (Maverick City Music con Chandler Moore y Cody Carnes) | 2022 | 33                    | 12                    | non-album single |
| "The Commision" (Cain con Cody Carnes)                                              | 2022 | —                     | —                     | non-album single |

### Sencillos promocionales

#### Como artista principal
| Canción                                   | Año  | Álbum                                           |
| ----------------------------------------- | ---- | ----------------------------------------------- |
| "Full of Faith"                           | 2017 | The Darker the Night / The Brighter the Morning |
| "Resurrection Blood"                      | 2017 | The Darker the Night / The Brighter the Morning |
| "Obsession (Spontaneous)" (con Kari Jobe) | 2020 | The Blessing                                    |

#### Como artista colaborativo
| Título                                                                                  | Año  | Posiciones de gráfico de la cumbre | Posiciones de gráfico de la cumbre | Álbum                         |
| Título                                                                                  | Año  | US Christ                          | Christ. Digital                    | Álbum                         |
| --------------------------------------------------------------------------------------- | ---- | ---------------------------------- | ---------------------------------- | ----------------------------- |
| "Way Maker" (Passion con Kristian Stanfill, Kari Jobe and Cody Carnes)                  | 2020 | 39                                 | 9                                  | Roar (Live From Passion 2020) |
| "—" denota una grabación que no entró en las listas o no fue lanzado en ese territorio. |      |                                    |                                    |                               |

### Otras canciones puestas en las listas
| Título                                                                                  | Año  | Posiciones de gráfico | Álbum    |
| Título                                                                                  | Año  | US Christ             | Álbum    |
| --------------------------------------------------------------------------------------- | ---- | --------------------- | -------- |
| "Holy Spirit" (Kari Jobe con Cody Carnes)                                               | 2016 | 37                    | Majestic |
| "—" denota una grabación que no entró en las listas o no fue lanzado en ese territorio. |      |                       |          |

### Otras apariciones
| Canción                                                                                     | Año  | Álbum                                                        | Ref.   |
| ------------------------------------------------------------------------------------------- | ---- | ------------------------------------------------------------ | ------ |
| "By Your Side" (The Lighter Side con Jillian Edwards y Cody Carnes)                         | 2012 | With You (EP)                                                | [ 55 ] |
| "Slow Dance" (The Lighter Side con Cody Carnes)                                             | 2012 | With You (EP)                                                | [ 55 ] |
| "Same Side" (The Lighter Side con Molly Reed and Cody Carnes)                               | 2012 | With You (EP)                                                | [ 55 ] |
| "With You" (The Lighter Side con Cody Carnes)                                               | 2012 | With You (EP)                                                | [ 55 ] |
| "All He Says I Am" (Gateway Worship con Cody Carnes)                                        | 2012 | Forever Yours                                                | [ 56 ] |
| "Christmas With You" (Clyde Bawden & Jason Barney con Cody Carnes y Ashley Hess)            | 2013 | Glenn Beck Presents: Believe Again                           | [ 57 ] |
| "Angels We Have Heard on High" (Clyde Bawden & Jason Barney con Cody Carnes y David Osmond) | 2013 | Glenn Beck Presents: Believe Again                           | [ 57 ] |
| "What Child Is This" (Clyde Bawden & Jason Barney con Cody Carnes y Dianne Michelle)        | 2013 | Glenn Beck Presents: Believe Again                           | [ 57 ] |
| "Let The Heavens Open" (Gateway Devotions con Kari Jobe y Cody Carnes)                      | 2014 | The Blessed Life: Songs from Gateway Devotions (compilation) | [ 58 ] |
| "Walls" (Gateway Worship con Cody Carnes)                                                   | 2015 | Walls                                                        | [ 59 ] |
| "Whatever You Want" (Gateway Worship con Cody Carnes)                                       | 2015 | Walls                                                        | [ 59 ] |
| "Who Is Like You" (Gateway Devotions con Cody Carnes)                                       | 2016 | The God I Never Knew (compilation)                           | [ 60 ] |
| "Living Water" (Gateway Devotions con Cody Carnes)                                          | 2016 | The God I Never Knew (compilation)                           | [ 60 ] |
| "Closer To Your Heart" (Kari Jobe con Cody Carnes)                                          | 2017 | The Garden                                                   | [ 61 ] |
| "Here As In Heaven" (Kari Jobe con Cody Carnes)                                             | 2017 | The Garden                                                   | [ 61 ] |
| "Testimony" (The Belonging Co con Cody Carnes)                                              | 2017 | All The Earth                                                | [ 62 ] |
| "Nothing Else" (The Belonging Co con Cody Carnes)                                           | 2019 | Awe + Wonder                                                 | [ 63 ] |
| "Christ Be Magnified" (The Belonging Co con Cody Carnes)                                    | 2021 | See The Light                                                | [ 64 ] |
| "Christ Be Magnified" (Passion con Cody Carnes)                                             | 2022 | Burn Bright                                                  | [ 65 ] |

## Premios y nominaciones

### Billboard Music Awards
| Año  | Trabajo                                            | Premio             | Resultado | Ref    |
| ---- | -------------------------------------------------- | ------------------ | --------- | ------ |
| 2021 | "The Blessing" (Con Elevation Worship y Kari Jobe) | Top Christian Song | Nominado  | [ 66 ] |

### GMA Dove Awards
| Año  | Trabajo                                            | Premio                            | Resultado | Ref           |
| ---- | -------------------------------------------------- | --------------------------------- | --------- | ------------- |
| 2020 | "The Blessing" (Con Elevation Worship y Kari Jobe) | Worship Recorded Song of the Year | Ganador   | [ 67 ]        |
| 2021 | "The Blessing"                                     | Song of the Year                  | Ganador   | [ 68 ] [ 69 ] |
| 2021 | The Blessing (créditos por producción)             | Worship Album of the Year         | Nominado  | [ 68 ] [ 69 ] |

### Grammy Awards
| Año  | Trabajo                                            | Premio                                             | Resultado | Ref    |
| ---- | -------------------------------------------------- | -------------------------------------------------- | --------- | ------ |
| 2021 | "The Blessing" (Con Elevation Worship y Kari Jobe) | Best Contemporary Christian Music Performance/Song | Nominado  | [ 70 ] |
| 2021 | Run to the Father                                  | Best Contemporary Christian Music Album            | Nominado  | [ 70 ] |